# Herrarnas 73 kg i tyngdlyftning vid olympiska sommarspelen 2020
Herrarnas tyngdlyftning i 73-kilosklassen vid olympiska sommarspelen 2020 hölls den 28 juli 2021 i Tokyo International Forum i Tokyo.
Shi Zhiyong från Kina tog guld, venezuelanska Julio Mayora tog silver och Rahmat Erwin Abdullah från Indonesien tog brons.

## Tävlingsformat
Varje tyngdlyftare får tre försök i ryck och stöt. Deras bästa resultat i de båda lyften kombineras till ett totalt resultat. Om någon tävlande misslyckas att få ett godkänt lyft, så blir de utslagna. Ifall två tyngdlyftare hamnar på samma resultat, är idrottaren med lägre kroppsvikt vinnare.

## Rekord
Innan tävlingens start gällde följande rekord.
| Världsrekord | Ryck   | Shi Zhiyong (CHN) | 169 kg | Tasjkent, Uzbekistan | 20 april 2021     |
| Världsrekord | Stöt   | Shi Zhiyong (CHN) | 198 kg | Tianjin, Kina        | 10 december 2019  |
| Världsrekord | Totalt | Shi Zhiyong (CHN) | 363 kg | Pattaya, Thailand    | 21 september 2019 |

## Resultat
| Placering | Idrottare             | Nation       | Grupp | Kroppsvikt | Ryck (kg) | Ryck (kg) | Ryck (kg) | Ryck (kg) | Stöt (kg) | Stöt (kg) | Stöt (kg) | Stöt (kg) | Totalt         |
| Placering | Idrottare             | Nation       | Grupp | Kroppsvikt | 1         | 2         | 3         | Resultat  | 1         | 2         | 3         | Resultat  | Totalt         |
| --------- | --------------------- | ------------ | ----- | ---------- | --------- | --------- | --------- | --------- | --------- | --------- | --------- | --------- | -------------- |
| 1         | Shi Zhiyong           | Kina         | A     | 72,85      | 158       | 163       | 166       | 166 0OR0  | 188       | 192       | 198       | 198 0OR0  | 364 0VR0, 0OR0 |
| 2         | Julio Mayora          | Venezuela    | A     | 72,60      | 150       | 154       | 156       | 156       | 186       | 190       | 199       | 190       | 346            |
| 3         | Rahmat Erwin Abdullah | Indonesien   | B     | 72,41      | 142       | 147       | 152       | 152       | 180       | 190       | 190       | 190       | 342            |
| 4         | Briken Calja          | Albanien     | A     | 72,85      | 151       | 151       | 155       | 151       | 184       | 188       | 190       | 190       | 341            |
| 5         | Bozhidar Andreev      | Bulgarien    | A     | 72,75      | 150       | 154       | 154       | 154       | 184       | 189       | 190       | 184       | 338            |
| 6         | Karem Ben Hnia        | Tunisien     | A     | 72,80      | 148       | 151       | 153       | 153       | 185       | 190       | 190       | 185       | 338            |
| 7         | Masanori Miyamoto     | Japan        | A     | 72,80      | 143       | 147       | 151       | 147       | 183       | 188       | 196       | 188       | 335            |
| 8         | Marin Robu            | Moldavien    | A     | 72,95      | 150       | 155       | 159       | 155       | 175       | 182       | 182       | 175       | 330            |
| 9         | Clarence Cummings     | USA          | A     | 72,90      | 145       | 145       | 150       | 145       | 180       | 190       | 198       | 180       | 325            |
| 10        | David Sánchez         | Spanien      | A     | 72,90      | 142       | 146       | 150       | 146       | 177       | 177       | 180       | 177       | 323            |
| 11        | Jorge Cárdenas        | Mexiko       | B     | 72,65      | 140       | 140       | 145       | 145       | 170       | 175       | 175       | 175       | 320            |
| 12        | Mahmoud Al-Humayd     | Saudiarabien | B     | 72,50      | 135       | 141       | 145       | 141       | 165       | 175       | 175       | 165       | 306            |
| 13        | Brandon Wakeling      | Australien   | B     | 72,40      | 115       | 120       | 125       | 125       | 158       | 162       | 166       | 166       | 291            |
| 14        | Abderrahim Moum       | Marocko      | B     | 71,95      | 120       | 127       | 127       | 127       | 142       | 142       | 151       | 151       | 278            |